# Hightstown
Hightstown é um distrito localizado no estado americano de Nova Jérsei, no Condado de Mercer.

## Demografia
Segundo o censo americano de 2000, a sua população era de 5 216 habitantes. Em 2006, foi estimada uma população de 5 300, um aumento de 84 (1,6%).

## Geografia
De acordo com o United States Census Bureau tem uma área de 3,3 km², dos quais 3,2 km² cobertos por terra e 0,1 km² cobertos por água. Hightstown localiza-se a aproximadamente 30 m acima do nível do mar.

## Localidades na vizinhança
O diagrama seguinte representa as localidades num raio de 8 km ao redor de Hightstown.